# Садир Жапаров
Садир Нургожојевич Жапаров (кирг. Садыр Нургожо уулу Жапаров, Sadır Nurğoco uulu Caparov; Кенг-Суу, 6. децембар 1968) је киргистански политичар који тренутно врши функцију председника и премијера Киргистана у привременој влади након оставке Соронбаја Женбекова усред изборних протеста.

## Детињство, младост и образовање
Жапаров је рођен у Кенг-Суу, селу у округу Туп у регији Иссик-Кул. По завршетку средње школе 1986. године придружио се Киргистанској националној академији за физичку културу и спорт. 1987. године Жапаров је позван у совјетску војску где је две године служио у Новосибирску као командант у телекомуникационом одељењу. Од 1989. до 1991. године, Жапаров је наставио школовање у академији. Жапаров је 2006. године дипломирао право на Киргишко-руском словенском универзитету.

## Рана политичка каријера
Жапаров је започео своју политичку каријеру након револуције тулипана 2005. године . У марту 2005. изабран је за члана Врховног савета из изборног округа Тјуп, где је био на челу парламентарне фракције Келечек. Био је присталица председника Курманбека Бакијева. Жапаров је 2006. године био члан Државне комисије за доделу награда. 2007. године био је заменик председника Комисије за амнестију.
На парламентарним изборима 2007. године учествовао је на листама пропредседничке странке Ак Јол, која је освојила већину места у парламенту, али је наставила да ради као саветник председника. Од 2008. до 2010. године, Жапаров је радио као овлашћени представник Националне агенције за спречавање корупције.
2010. године председник Бакијев је свргнут у Киргистанској револуцији 2010. године. Као резултат међуетничких сукоба који су се убрзо догодили у Ошу и Џалал-Абаду, Жапаров и његови сарадници узели су активно учешће, што је према сопственим изјавама покушало да спречи сукобе. Међутим, противници су их оптужили да подржавају киргишке националисте.
На изборима у октобру 2010. године, поново је изабран за члана Врховног савета на партијској листи Ата-Журт коју је предводио Камчибек Ташиев, која је освојила већину места. Одатле је постао председник Одбора за правосудна и правна питања.
Од 2012. године Жапаров се залаже за национализацију рудника злата Кумтор који се налази у његовој родној регији Иссик-Кул и оптужио је компанију за управљање Центерра Голд за кршење животне средине и корупцију. С тим у вези, стекао је популарност међу својим сународницима.

## Изгнанство и затвор
Током једног од скупова за национализацију Кумтора у јесен 2012. године, демонстранти су покушали да заузму Белу кућу у Бишкеку . Ташиев и Жапаров оптужени су према члану 295 Кривичног закона Киргиске Републике за „Присилно преузимање власти или присилно задржавање власти“. У марту 2013. године Окружни суд Первомаиски у Бишкеку прогласио их је кривим и осудио на годину и шест месеци затвора. Али у јуну 2013. године, Градски суд у Бишкеку ослободио је политичаре и пустио их у судницу.
27. јуна 2013, током протеста против Кумтора у Караколу, демонстранти су покушали да киднапују акиму региона Емилбека Каптагајева и одведу га као таоца. Киргиске власти оптужиле су Жапарова и Кубаничбека Кадирова за организацију плана. Вође протеста су приведени, али Жапаров, који је негирао своју умешаност, побегао је из Киргистана па је неко време живео на Кипру.
2017. године Жапаров је покушао да се врати у Киргистан. 25. марта 2017. године задржан је на киргишко-казахстанској граници. У случају наводног покушаја отмице таоца Емилбека Каптагајева, осуђен је на 11 година и 6 месеци затвора.

## Председништво и премијер
5. октобра 2020. у целом Киргистану почели су протести и демонстрације против резултата парламентарних избора.
Након пуштања Жапарова из заузете владине зграде 6. октобра, одведен је на трг Ала-Тоо у Бишкеку, где је тражио именовање за премијера. Чланови парламента који су боравили у хотелу Достук одобрили су његово именовање те ноћи, међутим номинацијом опозиције Тилек Токтогазиев, прогласио се да је уместо тога он легитимни шеф владе. Токтогазиев је устврдио да су избори нелегални, тврдећи да су на чланове вршили притисак присталице Јапарова који су се окупили у близини хотела. Противници Жапарова такође су истакли одсуство кворума и кршење парламентарне процедуре.
13. октобра, тадашњи председник Сооронбај Женбеков одбио је именовање Јапарова за премијера због гласања путем пуномоћја . Женбеков је затражио да се парламент поново сазове и поново гласа за номинацију; ово се догодило следећег дана, када је Жапаров поново победио у парламентарној номинацији. Женбеков је Жапарова успешно одобрио за премијера, али је у почетку био неуспешан у наговарању председника да одступи док се не одрже нови општи избори.
Следећег дана, 15. октобра, Женбеков је поднео оставку на место председника, наводећи Жапарова да се изјасни као вршилац дужности председника. Упркос томе што је устав Киргистана изјавио да би председник Врховног савета требало да наследи ту улогу, Канатбек Исаев је одбио да преузме функцију, што је резултирало вршењем дужности председника Јапарова. Парламент га је потврдио за председника Киргистана 16. октобра 2020. Према уставу Киргистана, председнички избори треба да се одрже у року од три месеца од престанка претходног председника; изборна комисија није одредила датум 18. октобар 2020.